# Нзапалаинга, Дьёдонне
Дьёдонне Нзапалаинга (фр. Dieudonné Nzapalainga; род. 14 марта 1967, Мбому, Центральноафриканская Республика) — первый центральноафриканский кардинал, член конгрегации Святого Духа. Апостольский администратор Банги с 26 мая 2009 по 14 мая 2012. Архиепископ Банги с 14 мая 2012. Председатель Конференции епископов Центральноафриканской Республики с июля 2013 года. Кардинал-священник с титулярной церковью Сант-Андреа-делла-Валле с 19 ноября 2016.